# Lőrinczi Ferenc (sportszakíró)
Lőrinczi Ferenc (Pusztacelina, 1916. július 14. – Kolozsvár, 1980. augusztus 22.) magyar testnevelő tanár, sportszakíró. Idősb Lőrinczi Ferenc (1884–1953) fia, Lőrinczi László (Pusztacelina, 1919–2011) bátyja.

## Életútja
A kolozsvári Református Kollégiumban érettségizett (1933), a bukaresti Testnevelési Főiskolán szerzett diplomát (1937). Pályáját mint testnevelési tanár volt iskolájában kezdte Kolozsvárt (1937–45), hároméves hadifogság után a kolozsvári Tanítóképző tanára (1948–53), Kolozs tartomány pedagógiai kabinetjének szakinspektora (1953–57), aligazgató a 11. számú líceumban (1957–58), a Továbbképző Intézet (1958–69), majd a hároméves Testnevelési Fakultás (1969–76) lektora, ahol a sport- és testnevelés történetét adta elő nyugalomba vonulásáig.

## Sportírói munkássága
Módszertani, pedagógiai írásai, valamint tudományos kutatásairól szóló cikkei a Tanügyi Újságban és az Igazságban jelentek meg, a Korunkban Az iskolai testnevelés és a tanulók erkölcsi nevelése címen értekezett (1960/10). A Cartea educatoarei (1962), a Metodica predării educației științifice în școala generală (1966), a Folosirea practică a mijloacelor tehnice audio-vizuale în procesul de învățămînt (1969) és a Metodica predării educației fizice la clasele I-IV (1971) c. kötetek társszerzője, testnevelési és sporttörténeti kurzus-jegyzetek, tudományos füzetek szerzője.

## Kötete
- A sport világa (társszerző Hegedűs Sándor, 1976).